# Jarno Saarinen
Jarno Saarinen (Turku, 11 december 1945 - Monza, 20 mei 1973) was een Fins motorcoureur. Zijn bijnaam luidt The Flying Fin.

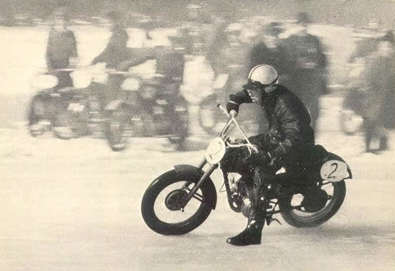
Jarno Saarinen begon als ijsracer

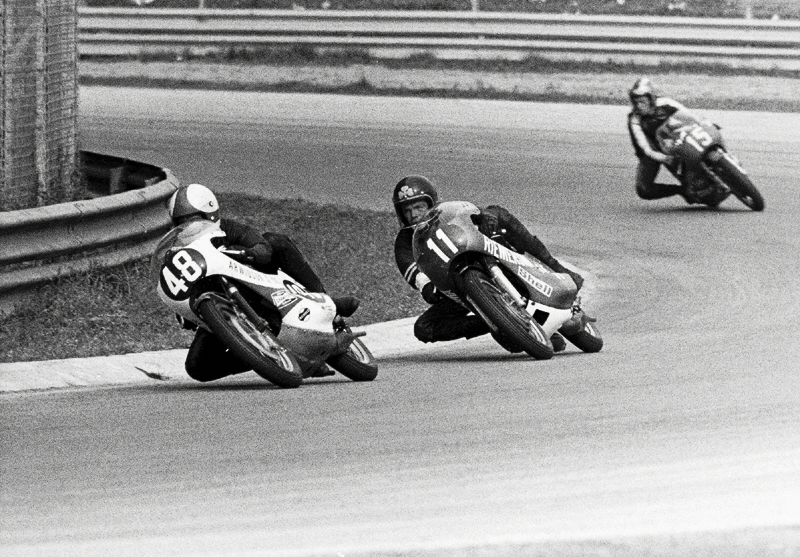
Jarno Saarinen op de Arwidson-Yamaha in de 250 cc Grand Prix des Nations van 1971, achtervolgd door Theo Bult (Riemersma-Yamaha)

## Biografie
In 1972 won Saarinen het wereldkampioenschap in de 250cc-klasse. In 1973 kwam Saarinen op 20 mei in een massale valpartij samen met Renzo Pasolini om het leven tijdens de eerste ronde van de 250cc-wedstrijd op het circuit van Autodromo Nazionale Monza. Ondanks voornemens van verschillende raceteams om voor betere veiligheidsregels te vechten, gebeurde er veertig dagen na het ongeluk van Saarinen weer een ongeluk in dezelfde bocht, ditmaal met drie doden. Vanaf die dag werd motorracen verboden op Monza, tot 1981.

### Connecties met andere coureurs
Jarno Saarinen was goed bevriend met Teuvo Länsivuori. Zij kwamen allebei uit Turku zij waren vrijwel even oud (Länsivuori was twee dagen ouder). Jarno en Teuvo waren elkaars concurrenten op het circuit, maar ook hun vaders beconcurreerden elkaar. Zij waren allebei begrafenisondernemer in Turku.
De Italiaanse autocoureur Jarno Trulli is naar hem vernoemd.

## Behaalde resultaten
- 1972 - 250cc - wereldkampioen
- 1973 - Daytona 200 - winnaar

## Wereldkampioenschap wegrace resultaten
(Races in vet zijn pole-positions; races in cursief geven de snelste ronde aan)
| Jaar | Klasse | Team            | Motorfiets        | 1     | 2       | 3       | 4       | 5     | 6       | 7     | 8     | 9     | 10      | 11    | 12      | 13    | Punten | Plaats | Overwinningen |
| ---- | ------ | --------------- | ----------------- | ----- | ------- | ------- | ------- | ----- | ------- | ----- | ----- | ----- | ------- | ----- | ------- | ----- | ------ | ------ | ------------- |
| 1970 | 125 cc | Privé           | Puch              | DUI - | FRA DNF | ADR -   | IOM -   | NED - | BEL -   | DDR - | TSJ - | FIN - |         | NAT - | SPA -   |       | 0      | -      | 0             |
| 1970 | 250 cc | Privé           | Yamaha TD 2       | DUI 6 | FRA 4   | ADR 4   | IOM -   | NED 3 | BEL 4   | DDR 4 | TSJ 3 | FIN - | ULS -   | NAT - | SPA -   |       | 57     | 4e     | 0             |
| 1971 | 50 cc  | Van Veen        | Van Veen-Kreidler | OOS - | DUI -   |         | NED -   | BEL - | DDR -   | TSJ - | ZWE - |       |         | NAT 6 | SPA 2   |       | 17     | 12e    | 0             |
| 1971 | 250 cc | Arwidson Yamaha | TD 2 B            | OOS 8 | DUI -   | IOM -   | NED -   | BEL - | DDR 5   | TSJ 3 | ZWE 3 | FIN 6 | ULS 2   | NAT 5 | SPA 1   |       | 64     | 3e     | 1             |
| 1971 | 350 cc | Arwidson Yamaha | YZ 631            | OOS 6 | DUI 5   | IOM -   | NED DNF |       | DDR -   | TSJ 1 | ZWE 3 | FIN 2 | ULS DNF | NAT 1 | SPA DNF |       | 63     | 2e     | 2             |
| 1972 | 250 cc | Yamaha          | YZ 635            | DUI 3 | FRA 4   | OOS 2   | NAT 3   | IOM - | JOE DNF | NED 3 | BEL 1 | DDR 1 | TSJ 1   | ZWE 2 | FIN 1   | SPA - | 94     | 1e     | 4             |
| 1972 | 350 cc | Yamaha          | YZ 634            | DUI 1 | FRA 1   | OOS 4   | NAT 3   | IOM - | JOE -   | NED 2 |       | DDR - | TSJ 1   | ZWE 3 | FIN 2   | SPA - | 89     | 2e     | 3             |
| 1973 | 250 cc | Yamaha          | OW 17             | FRA 1 | OOS 1   | DUI 1   | NAT (†) |       |         |       |       |       |         |       |         |       | 45     | 4e     | 3             |
| 1973 | 500 cc | Yamaha          | TZ 500            | FRA 1 | OOS 1   | DUI DNF |         |       |         |       |       |       |         |       |         |       | 30     | 7e     | 2             |